# Josep Borrell
Josep Borrell Fontelles (La Pobla de Segur, 24 april 1947) is een Spaanse politicus en een voormalige hoge vertegenwoordiger van de Unie voor buitenlandse zaken en veiligheidsbeleid. Hij was van 20 juli 2004 tot 16 januari 2007 voorzitter van het Europees Parlement en van 7 juni 2018 tot 30 november 2019 Spaans minister van buitenlandse zaken.

## Biografie

### Studie
Borrell studeerde luchtvaarttechniek aan de Universidad Politécnica de Madrid en promoveerde aan de Complutense-universiteit van Madrid in de economie. Ook heeft hij een master van de Stanford-universiteit.

### Politieke carrière
Hij is lid van de socialistische partij Partido Socialista Obrero Español (PSOE) en daarmee lid van de PSE in de Europese Unie. Van 2004 tot 2007 is hij voorzitter van het Europees Parlement. Voor zijn benoeming versloeg hij met 388 tegen 208 stemmen de Pool Bronisław Geremek. Hij kreeg dankzij een deal met de EVP-ED deze stemmen. Afgesproken was dat Borrell na twee en een half jaar zou opstappen en plaats zou maken voor de fractievoorzitter van de EVP-ED, de Duitser Hans-Gert Pöttering.
Op 7 juni 2018, tijdens de twaalfde Spaanse legislatuurperiode, werd Borrell door Pedro Sánchez benoemd tot minister van buitenlandse zaken in diens eerste kabinet, nadat de tweede regering-Rajoy door een motie van wantrouwen was gevallen. Hij bekleedde deze post tot 30 november 2019, als hij terug de overstap maakte naar de Europese politiek, deze keer als eurocommissaris.
In november 2019 werd Borrell namens Spanje Europees commissaris en tevens vicevoorzitter van de Europese Commissie.

## Persoonlijk
Borrell was eerst getrouwd met de Franse sociologe Carolina Mayeur. Samen met haar kreeg hij twee zoons. Sinds 1998 is hij samen met Cristina Narbona Ruiz, huidig voorzitter van de PSOE en voormalig minister van Milieu (2004-2008). Het stel trouwde in juli 2018.
In 2019 verkreeg Borrell naast de Spaanse de Argentijnse nationaliteit door afstamming. Hij had de Argentijnse nationaliteit aangevraagd omdat hij zijn vader wilde eren die opgegroeid was in Mendoza.
Borrell spreekt Spaans, Catalaans, Italiaans, Frans en Engels.
Josep Borrell · 
Thierry Breton (tot 16 september 2024) · 
Helena Dalli · 
Valdis Dombrovskis · 
Elisa Ferreira · 
Marija Gabriel (tot 15 mei 2023) · 
Paolo Gentiloni ·  
Johannes Hahn · 
Iliana Ivanova (vanaf 19 september 2023) · 
Ylva Johansson · 
Věra Jourová · 
Wopke Hoekstra (vanaf 5 oktober 2023) · 
Phil Hogan (tot 26 augustus 2020) · 
Stella Kyriakidou · 
Janez Lenarčič · 
Ursula von der Leyen · 
Mairead McGuinness (vanaf 12 oktober 2020) · 
Didier Reynders · 
Margarítis Schinás · 
Nicolas Schmit · 
Maroš Šefčovič · 
Kadri Simson · 
Virginijus Sinkevičius · 
Dubravka Šuica · 
Frans Timmermans (tot 22 augustus 2023) ·   
Jutta Urpilainen · 
Adina-Ioana Vălean · 
Olivér Várhelyi · 
Margrethe Vestager · 
Janusz Wojciechowski
- Bibsys: 1535375968144
- Biblioteca Nacional de España: XX840564
- Bibliothèque nationale de France: cb12400068r (data)
- Catàleg d'autoritats de noms i títols de Catalunya: 981058529063206706
- Gemeinsame Normdatei: 133221598
- International Standard Name Identifier: 0000 0000 7827 5611
- Library of Congress Control Number: no94015149
- Nationale Bibliotheek van Letland: 000349650
- Système universitaire de documentation: 203023846
- Virtual International Authority File: 78354920
- WorldCat: E39PBJkdr4dTHFVKXyjpk7QQbd